# Черниговский музей украинских древностей
Черниговский музей украинских древностей — музей в Чернигове, существовавший в 1902—1925 годах.

## История
Для нужд музея в 1900-1901 годах было перестроено и переоборудовано здание на окраине Чернигова, где размещался ремесленный класс сиротского дома. Это здание известно как дом В. В. Тарновского.
Музей открыт в 1902 году черниговской губернской земской управой на основе завещанных ей музейных и архивных реликвий коллекции В. В. Тарновского.
При советской власти экспонаты музея пополнили экспозиции и фонды Государственного музея Т. Г. Шевченко в Киеве. Собрание автографов было передано в отдел рукописей Института литературы имени Т. Г. Шевченко АН УССР. Другие материалы теперь хранятся в Черниговском областном историческом музее имени В. В. Тарновского.
Сейчас в доме бывшего музея размещается Черниговская областная библиотека для юношества.

## Описание
Самая ценная часть коллекции В. В. Тарновского составляла шевченкиада, которая насчитывала 758 экспонатов. Среди них — 18 оригинальных писем Тараса Шевченко, около 30 автографов произведений (в частности «Щоденник»), свыше 20 личных документов поэта. В коллекции было свыше 80 писем и записей про похороны Шевченко, его личные вещи (мольберт, муштабель, палитра, живописное и гравировальное оборудование, стул, бутылка, рубаха и прочее), посмертная маска и перст с его волосами, около 400 произведений Шевченко (среди них 285 рисунков и картин, два альбома с 50 акварелями, 38 гравюр), 200 примеров иконографии Шевченко, собрание публикаций его произведений и изданий про него (248 единиц). В 1907 году музею были переданы автографы поэта из архива «Третьего отдела», среди них рукописное собрание — «Три літа» («Три лета»).